# Batalla de Sudoměř
La batalla de Sudoměř al sur de Bohemia se libró el 25 de marzo de 1420 y fue la primera batalla verdadera de las guerras husitas, que duraron hasta 1436. Los husitas salieron victoriosos.
Pocos días después de que se proclamara la primera cruzada contra los husitas, un contingente husita al mando de Jan Žižka fue atacado por 2000 jinetes (según otras fuentes 2500) de la caballería imperial. Unos 400 soldados (campesinos y villanos) a pie se habían atrincherado detrás de 12 carros de guerra, estando protegido el otro flanco por dos lagunas. La caballería imperial estaba a las órdenes de Konopischt de Sternberg y se lanzaron varios ataques contra un punto débil de la posición enemiga. Los jinetes quedaron en parte atascados en las marismas, tuvieron que descabalgar y terminaron por tomar la retirada, momento que aprovecharon los husitas para aniquilarlos.
En 1925 se levantó un monumento de piedra de 16 m de altura en honor a Jan Žižka en el campo de batalla entre las lagunas de Markovec y Skaredy.
- Datos: Q1618294
- Multimedia: Battle of Sudoměř / Q1618294